# 바뭄 왕국

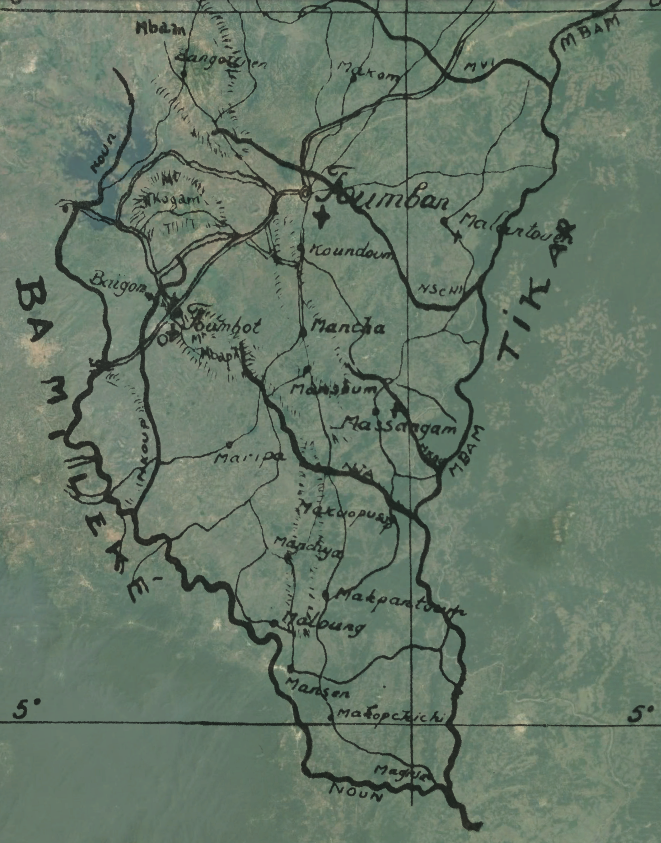

바뭄 왕국은 중앙아프리카 서부 카메룬의 포움반(Foumban)에 위치한 현재까지도 실존하는 지방 왕국이다. 1394년 왕국이 세워져 500여년간 품반과 그 주변지역을 통치해왔고 공화국이 세워진 지금까지도 존재한다. 현 왕은 19대 왕이며, 1992년에 왕위를 물려받았다.

## 같이 보기
- 카메룬의 역사
- 바뭄 문자